# Минейко, Марина
Марина Минейко (пол. Maryna Mineyko, урожд. Плучинская, 6 декабря 1919, Нижний Новгород — 22 ноября 2010, Белосток) — польский архитектор и общественный деятель.

## Биография
Родилась в семье архитектора Тадеуша Плучинского (1883—1951), который в то время руководил строительством завода по производству взрывчатых веществ под Нижним Новгородом. После восстановления независимости Польши (1918) глава семьи начал предпринимать попытки вернуться в Польшу. Семья Плучинских репатриировалась в 1923 году, поселившись в Варшаве.
Желая продолжить дело отца, в 1936 году она поступила в Варшавскую женскую архитектурную школу имени Станислава Ноаковского. Диплом и звание техника-архитектора она получила в июне 1939 года. Ей сразу же предложили работу начальником технического отдела муниципального управления в Сандомире. Она прибыла туда в июле, но 1 сентября грянула Вторая мировая война. Она отправилась в Ошмяны Виленского района, где у её родителей был дом и имение, и они проводили там летние месяцы. Пличинский-старший называл свой дом в Ошмянах Ноевым ковчегом, потому что благодаря ему семья выжила.
Затем она нашла работу инвентаризатором, а также зарабатывала деньги шитьем. Она также присоединилась к группе Армии Крайовой в Вильнюсе, взяв прозвище «Попелата» . В 1943 году она была выбрана немецкими оккупантами для депортации на принудительные работы в Рейх. Однако после медицинского осмотра она сбежала, а затем скрылась. В Польшу она вернулась в 1945 году с первым эшелоном репатриантов, которым она управляла (начальник поезда). Для неё — молодой женщины это была непростая задача, ведь транспорт состоял из 22 вагонов, полных людей и всякого имущества, включая сельскохозяйственных и домашних животных. Более того, по дороге умер ребёнок и ей пришлось организовывать похороны. Поезд должен был дойти до Варшавы. Когда по прибытии в пункт назначения репатрианты увидели столицу в руинах, они решили двигаться дальше и 3 мая прибыли в Всхову.
Марина вернулась в Варшаву со своей семьей и начала учёбу на архитектурном факультете недавно вновь открытого Варшавского технологического университета. При этом на жизнь она зарабатывала, работая на реконструкции здания МИД. Затем, чтобы помочь родителям дать образование младшим братьям и сестрам, ей пришлось найти более высокооплачиваемую работу, она прервала учёбу и уехала в Гданьск. Там она завершила своё образование, получив диплом Гданьского технологического университета.
В 1956 году Марина переехала в Белосток. Она уже была женой Зигмунта Минейко (1912—2004, Зыгмунт Минейко приходился ему двоюродным дедом) — как и она, в прошлом бойца Армии Крайовой. В их браке родилось двое сыновей и дочь. Позже дети эмигрировали в Канаду.
В Белостоке она работала архитектором. С 1961 года была членом местного отделения Ассоциации польских архитекторов. Помимо профессиональной деятельности, вела общественную работу. Она была присяжным в суде по делам несовершеннолетних, организовала Йордановский сад, а также выступала с докладами по радио. Дополнительно она занималась живописью, была членом Обществ друзей Гродно и Вильнюса, писала для издающегося в Белостоке журнала «Гонец Кресовы».
Похоронена рядом с мужем в семейной могиле на Городском кладбище в Белостоке (сектор G6, ряд 3, могила № 22)